# Kasteel van Méridon
Het Kasteel van Méridon (Frans: Château de Méridon) is een kasteel in de Franse gemeente Chevreuse. Het kasteel ligt direct ten zuiden van Parijs, regio Île-de-France.
Het werd vlak na de Tweede Wereldoorlog door de Nederlandse overheid aangekocht om Nederlandse boeren die naar Frankrijk wilden emigreren voor te bereiden op de Franse taal en gewoonten. Daarna is het een onderdeel geworden van de organisatie van Nederlandse volkshogescholen, zodat cursisten ook kennis konden maken met de Franse cultuur.
Later is het overgedragen aan de Culturele Vereniging Méridon. Deze heeft het landgoed met kasteel in 2013 verkocht aan een particulier. Het wordt gebruikt voor privé-recepties en bedrijfsontvangsten.

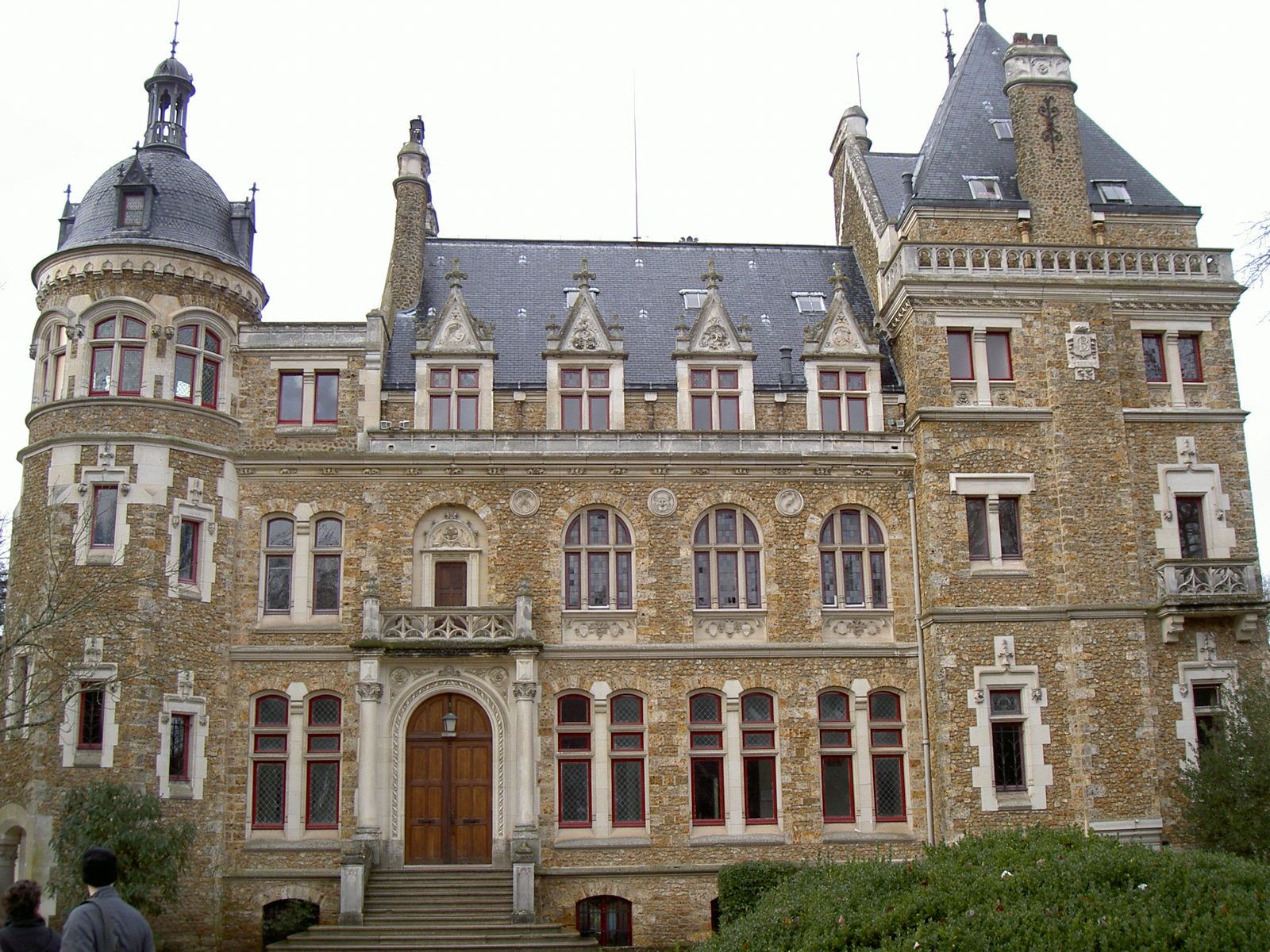
Kasteel van Meridon